# البرج (المغرب)
البُرج (بالأمازيغية: لبرج) بلدة مغربية ومركز جماعة البرج القروية التابعة لإقليم خنيفرة، جهة بني ملال خنيفرة. يمر عليها نهر أم الربيع وتقع بين مدينتي خنيفرة ومريرت. بلغ مجموع عدد سكان البرج حسب إحصاء 2004 حوالي 4,985 نسمة يعيشون في 920 أسرة.
سميت البلدة بالبرج لأنه يوجد بها برج كبير بني بصخور عظيمة على ارتفاع حوالي 900 متر فوق سطح البح في مركز البرج قرب القنطرة يمر الطريق الوطني رقم 08 ويعد من أحسن المناطق في الأطلس ولكن في بعض الأحيان يكن أسوء المناطق لان السكان يهددهم نهر أم الربيع ولكن رغم هذا كله فان سكان هذه المنطقة أغلبهم يعانون من المشاكل الاقتصادية كالبطالة بنسبة 80%.

## تاريخ
بني البرج في عهد مولاي إسماعيل وقد لعبت المنطقة دورا مهما في مواجهة المستعمر الفرنسي في القرن العشرين أي القرن الماضي.